# Kościół św. Pawła Apostoła w Elblągu
Kościół pw. św. Pawła Apostoła w Elblągu (niem. St. Paulkirche) – świątynia w Elblągu, początkowo ewangelicko-augsburska, obecnie katolicka, zbudowana w latach 1892–1895. Znajduje się w północno-zachodniej części Elbląga.

## Historia
W 2 połowie XIX wieku północne przedmieście Elbląga rozwijało się w szybkim tempie. W krótkim czasie powstało tam duże osiedle, zamieszkałe głównie przez robotników pracujących w stoczni Schichaua. W 1885 roku w Kolonii Pangritza mieszkało ponad 1200 ewangelików. W 1890 roku rozpoczęto przygotowania miejsca pod nowy kościół. Nowa świątynia miała stanąć na wzgórzu zwanym Stary Świat (Alte Welt). Plany budowlane przygotowało elbląskie przedsiębiorstwo budowlane Otto Dempeyera, które potem budowała świątynię. 24 lipca 1892 roku położono kamień węgielny. Budowa posuwała się bardzo sprawnie, ponieważ już w Święto Reformacji 1893 roku po raz pierwszy zadzwoniły trzy nowe dzwony odlane przez firmę Colliera w Gdańsku. Przez następne dwa lata wyposażono wnętrze świątyni, a uroczyste poświęcenie odbyło się 31 października 1895 roku w obecności superintendentów gdańskiego i elbląskiego. W 1896 w Kolonii Pangritza utworzono samodzielną placówkę duszpasterską, zaś w 1899 roku erygowano parafię ewangelicką.
W czasie II wojny światowej z kościoła zarekwirowano 2 dzwony na cele wojenne.
W czasie oblężenia Elbląga kościół św. Pawła kościół został poważnie uszkodzony, a po zakończeniu walk zdewastowany przez żołnierzy Armii Czerwonej, którzy utworzyli w nim stajnię dla koni. Świątynia posiadała 5 uszkodzeń w wiązaniach dachowych, zniszczoną dachówkę, wieża w górnej części uszkodzona dwoma pociskami, prawie w całości była pozbawiona blachy. W apsydzie wyrwano okno łącznie z ramami, oraz rozbito główny ołtarz. Została również rozbita lewa zakrystia oraz zniszczone zostało większość okien.
Uszkodzony i zdewastowany kościół został przejęty przez zakon franciszkański latem 1945 roku. Po częściowym doprowadzeniu do stanu używalności świątynia została poświęcona 15 sierpnia 1945 roku. Remont kościoła trwał krótko, ponieważ zakończył się pod już koniec 1945 roku.

## Opis budowli
Jest to salowa nawa przykryta drewnianym stropem, imitującym otwartą więźbę, z płytkim prezbiterium i drewnianą emporą od strony zachodniej. Elewacja zewnętrzna posiada lizeny, połączone gzymsem kostkowym. Wieża, zakończona jest hełmem, który zbudowany jest z dwóch przenikających się dachów:dwuspadowego i namiotowego. Na każdej ścianie wieży znajduje się zegar. W kościele znajdują się m.in. 3 ołtarze, ambona oraz 14 stacji drogi krzyżowej. Większość wyposażenia pochodzi z 2 połowy XX wieku.

## Organy

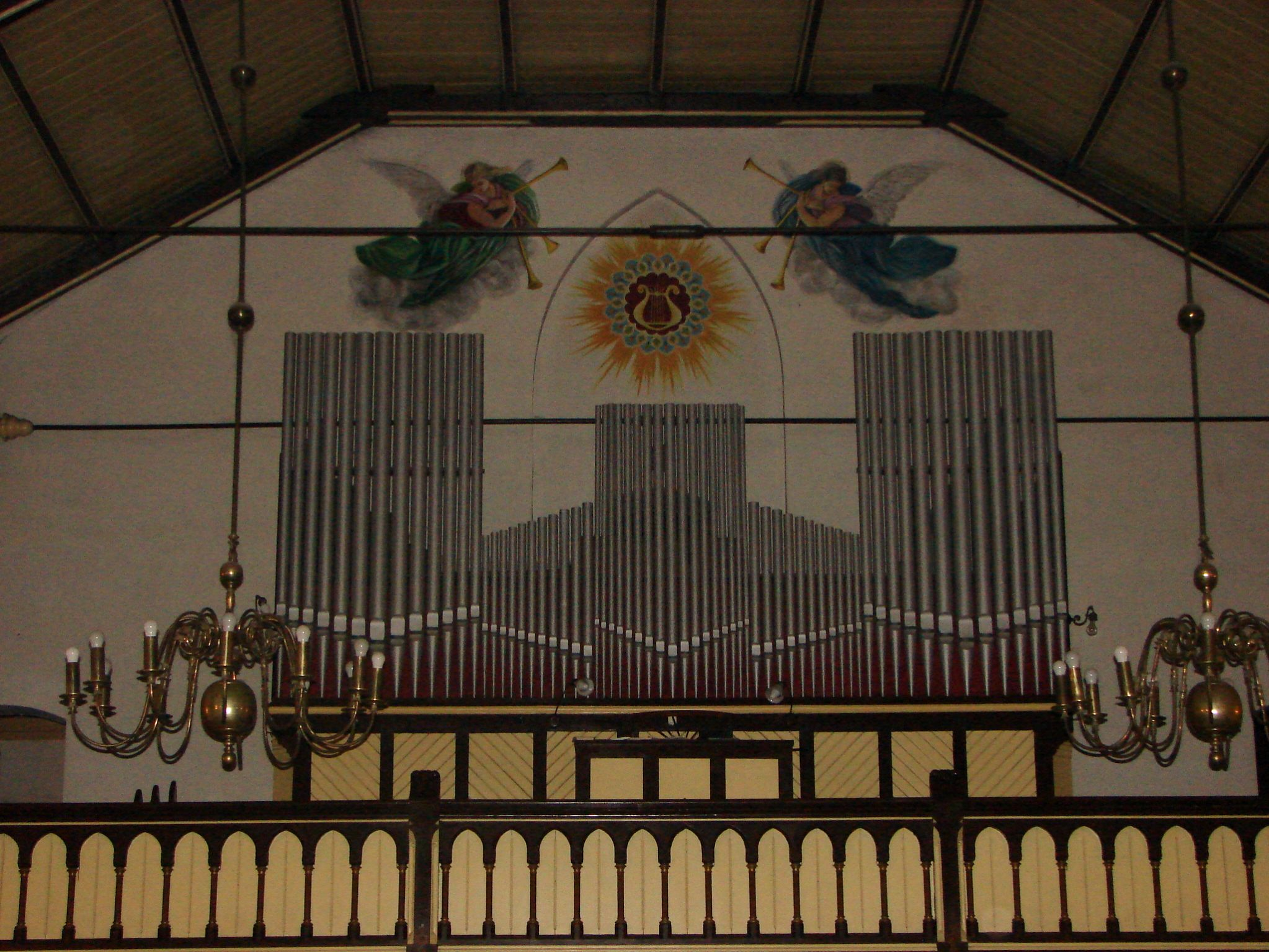
Prospekt organowy

Pierwsze organy w tym kościele zbudowało przedsiębiorstwo organmistrzowskie Orgelbau Anstalt A. Terletzki, Jnh. Ed. Wittek z Elbląga w 1893 roku. Instrument posiadał 14 głosów. Nie wiadomo nic o losach organów po 1945 roku. 
W styczniu 1960 roku zapadła decyzja budowy nowych organów do kościoła. Początkowo chciano sprowadzić organy z kościoła ewangelicko-augsburskiego w Świeradowie, jednak po podpisaniu umowy przełożeni pastora ze Świeradowa nakazali odstąpić od transakcji. Wojewódzka Rada Narodowa we Wrocławiu zezwoliła jednak na sprzedaż organów. Budowę instrumentu zlecono firmie Zygmunta Pietrzaka z Włocławka, która przejęła instrument ze Świeradowa jako zapłatę za nowe organy. W umowie uzgodniono wykonanie organów o 14 głosach (z przygotowanym miejscem na dalsze 5 głosów), dwóch manuałach z pedałem oraz pneumatyczną trakturą gry i rejestrów. Budowę współfinansowała Polonia ze Stanów Zjednoczonych. 13 listopada 1960 roku niekompletny jeszcze instrument poświęcił biskup warmiński Józef Drzazga. Brakujące 5 głosów zamontowano w latach późniejszych.
Obecnie organy posiadają 19 głosów, są w dobrym stanie technicznym, ale wymagają drobnych napraw. Jesienią 2022 instrument przeszedł przegląd i strojenie.
| Manuał I          | Manuał II       | Pedał          |
| ----------------- | --------------- | -------------- |
| 1.Bourdon 16'     | 1.Gedakt 8'     | 1.Subbas 16'   |
| 2.Pryncypał 8'    | 2.Salicet 8'    | 2.Oktawbas 8'  |
| 3.Holflet 8'      | 3.Pryncypał 4'  | 3.Fletbas 8'   |
| 4.Oktawa 4'       | 4.Blokflet 4'   | 4.Chorałbas 4' |
| 5.Rurflet 4'      | 5.Róg nocny 2'  |                |
| 6.Kwinta 2 2/3'   | 6.Cymbały 3 ch. |                |
| 7.Flet leśny 2'   | 7.Obój 8'       |                |
| 8.Mixtura 3-4 ch. |                 |                |

- 1 wolna kombinacja

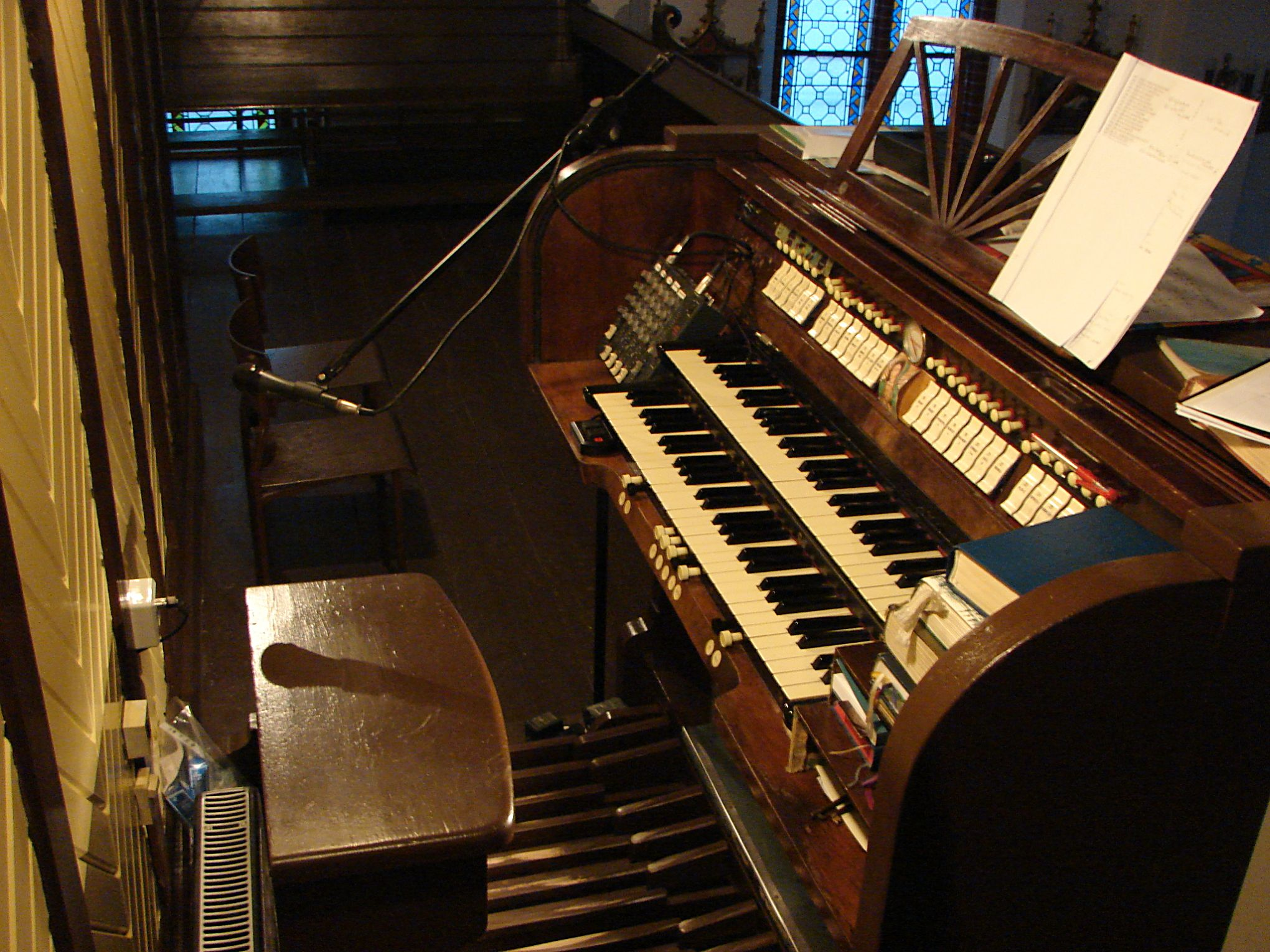
Stół gry

- Połączenia: M.II Ped, M.I Ped, M.II-I, Super II-I, Subokt II-I, Super I, Super II
- Urządzenia dodatkowe: Tremolo M.I
- Włączniki pomocnicze pod manuałem: A[utomat].P[edału]., K[asownik], P[iano], F[orte], T.T.[tutti], K[asownik], Cres[cendo], K[asownik], W[olna].K[ombinacja].
- Dźwignie nożne: wałek Crescendo
- 1 rezerwowy włącznik registrowy